# Mylothris aburi
Mylothris aburi is een vlindersoort uit de familie van de Pieridae (witjes), onderfamilie Pierinae.
Mylothris aburi werd in 2003 beschreven door Larsen & Collins.